# 王子拓也
王子 拓也（おうじ たくや、1995年4月29日 - ）は、日本の元ラグビー選手。

## プロフィール
- 奈良県天理市出身[1]。
- 現役時代のポジションはスタンドオフ(SO)。
- 身長 179cm、体重 90kg
- ニックネームは王子（「プリンス」という意味合いだと思われるが、姓とはアクセントを変えているかどうか不明）。

## 略歴
2014年、天理高校卒業後、天理大学に入学。天理高校時代は高校日本代表候補に選ばれたことがある。
2017年、天理大学ラグビー部の主将に就任。
2018年、天理大学卒業後、NTTドコモレッドハリケーンズ（現・レッドハリケーンズ大阪）に加入。同年10月7日にジャパンラグビートップチャレンジリーグ1stステージ第4節釜石シーウェイブス戦に途中出場で公式戦初出場を果たす。
2022年、現役を引退して天理高校の職員になった。2023年より同校ラグビー部監督に就任。